# Dion and the Belmonts
Dion and the Belmonts foi um grupo formado em 1958 por Dion DiMucci, Fred Milano, Angelo D'Aleo e Carlo Mastangelo - todos nascidos no Bronx. Era um quarteto de doo-wop ítalo-americano que despontou dentre os melhores do estilo à época.

## História
Depois de um primeiro single mal sucedido, o grupo assinou com a  Laurie Records. Seu sucesso veio quando "I Wonder Why" ficou no top 100 da  Billboard. O grupo apareceu pela primeira vez no programa de Tv Dick Clark Tv Show. Seguiram com hits: No One Knows e Don’t Pity Me.
Em março de 1959, Dion and the Belmonts gravaram o álbum Presenting Dion and the Belmonts seguido com o hit "A Teenager in Love" que também ficou no top 100 Billboard. O seu mais grande sucesso "Where or When" foi lançado em Novembro de 1959, e conseguiu o terceiro lugar do top 100 da Billboard. Em 1960 Dion foi internado com dependência de heroína, e Dion foi convidado a deixar a banda. Outros singles lançados naquele ano foram menos prósperos. Além disso, havia  disputas musicais e financeiras entre Dion e membros do Belmonts. Em Outubro de 1960, Dion decidiu sair do grupo para fazer carreira solo. Em carreira solo e levando o nome do grupo, emplacou sucessos como "Runaround sue" e "The Wanderer". Dion voltou em 1968 com "Abraham, Martin and John", regravada posteriormente por Marvin Gaye. Os Belmonts também continuaram lançando músicas, mas com menos sucesso.
"The Wanderer" ganhou, no Brasil em 1962 uma versão do compositor Paulista  “Hamilton Di Giorgio” chamada "O Lobo Mau", gravada pela banda Renato e Seus Blue Caps que nessa gravação contou com o  vocalista Erasmo Carlos que na época era um dos integrantes oficiais do grupo.
A música também foi gravada com enorme sucesso comercial em 1965 com o título  Lobo Mau  pelo cantor Roberto Carlos no álbum “Roberto Carlos-Jovem Guarda” .

## Discografia
Dion and the Belmonts fizeram dois álbuns durante o auge de sua carreira:
- Presenting Dion & The Belmonts (1959)
- Wish Upon a Star (1960)

Existem também outros dois álbuns que incluem sucessos de carreira solo dos integrantes, sendo estes:
- Together Again (1966)
- Reunion: Live At Madison Square Garden (gravado em 1972, porém, lançado em 1973)

## Singles
| Ano              | Single                                          | U.S. label  | Billboard top 100 | UK Singles Chart |
| ---------------- | ----------------------------------------------- | ----------- | ----------------- | ---------------- |
| Outubro de 1957  | "We Went Away" / "Tag Along"                    | Mohawk 105  | -                 | -                |
| Abril de1958     | "I Wonder Why" / "Teen Angel"                   | Laurie 3013 | 22                | -                |
| Agosto de 1958   | "No One Knows" / "I Can't Go On (Rosalie)"      | Laurie 3015 | 19                | -                |
| Dezebro de 1958  | "Don't Pity Me" / "Just You"                    | Laurie 3021 | 40                | -                |
| Março de 1959    | "A Teenager in Love" / "I've Cried Before"      | Laurie 3027 | 5                 | 28               |
| Agosto de 1959   | "Every Little Thing I Do" / "A Lover's Prayer"  | Laurie 3035 | 48                | -                |
| Novembro de 1959 | "Where or When" / "That's My Desire"            | Laurie 3044 | 3                 | -                |
| Abril de 1960    | "When You Wish upon a Star" / "Wonderful Girl"  | Laurie 3052 | 30                | -                |
| Janeiro de 1960  | "In the Still of the Night" / "A Funny Feeling" | Laurie 3059 | 38                | -                |
| Outubro de 1966  | "My Girl The Month of May" / "Berimbau"         | ABC 10868   | -                 | -                |
| Janeiro de 1967  | "Movin' Man" / "For Bobbie"                     | ABC 10896   | -                 | -                |